# حسین‌خان سیدالاطبا
 حسین‌خان سیدالاطبا  از سیاستمداران ایرانی بود، که در دوره دوم بعنوان نماینده تهران در مجلس شورای ملی حضور داشت.